# Triturus pygmaeus
Il tritone pigmeo (Triturus pygmaeus Wolterstorff, 1905) è un anfibio caudato appartenente alla famiglia dei Salamandridi.

## Descrizione
Tritone dalla colorazione appariscente, con parti superiori ornate da zone di un intenso colore verde o giallo-verdognolo e da macchie marroni scure irregolari, formanti un motivo reticolato o marmorizzato. Il lato ventrale è biancastro, con macchie scure piccole e più grandi. Nel periodo riproduttivo i maschi esibiscono una cresta dorsale piuttosto alta, a margine liscio e a bande giallognole e marroni scure, che prosegue nella cresta caudale senza distinzioni nette. Sempre nella stagione riproduttiva, il maschio esibisce sui lati della coda una vistosa banda argentata, assente invece sulla coda della femmina. Ha una lunghezza totale di 10-13 cm.

## Biologia
Molto simile al tritone marmorato, ma di dimensioni più piccole, il tritone pigmeo è stato riconosciuto come specie a sé stante solo a partire dal 2001. La riproduzione avviene soprattutto nei mesi invernali piovosi, con gli animali che in primavera si allontanano dalle acque di origine, spesso già in via di prosciugamento, e passano a vivere sulla terraferma dove, in estate, compiono a volte un primo periodo di letargo. I rituali di corteggiamento dei maschi hanno uno svolgimento relativamente tranquillo e le uova vengono fatte aderire singolarmente, come fanno tutti i piccoli tritoni, a piante acquatiche nell'arco di diverse settimane.

## Distribuzione ed habitat
Il tritone pigmeo vive nel sud-ovest della penisola iberica, nel Portogallo centrale e meridionale e nelle regioni limitrofe della Spagna meridionale, centrale e sud-occidentale. Si può trovare soprattutto in pianure e habitat aperti mediterranei, dal livello del mare fino a quasi 1500 m di altitudine. Per la riproduzione si stabilisce in diversi specchi d'acqua temporanei e permanenti.